# Barcelona Pagesos
Barcelona Pagesos es un equipo de fútbol americano de Barcelona, España, que compite en la Liga Nacional de Fútbol Americano.

## Historia
Fue fundado el 23 de enero del 2014 por un grupo de personas vinculadas al futbol americano catalán y nacional, en su mayoría provenientes de Barcelona Búfals, pero también de  personas vinculadas a Barcelona Uroloki y Barcelona Boxers.